# Associazione Calcio Isola Liri 2011-2012
Questa pagina raccoglie le informazioni riguardanti l'Associazione Calcio Isola Liri nelle competizioni ufficiali della stagione 2011-2012.

## Rosa
| N. |                   | Ruolo | Calciatore            |
| -- | ----------------- | ----- | --------------------- |
|    | Italia (bandiera) | C     | Giammarco Basilico    |
|    | Italia (bandiera) | A     | Lorenzo Bianchini     |
|    | Italia (bandiera) | A     | Cristiano Bussi       |
|    | Italia (bandiera) | A     | Gianmarco Caira       |
|    | Italia (bandiera) | P     | Riccardo Coletti      |
|    | Italia (bandiera) | A     | Massimo Ignazio Conte |
|    | Italia (bandiera) | C     | Claudio Costanzo      |
|    | Italia (bandiera) | D     | Marco Di Baia         |
|    | Italia (bandiera) | C     | Pasquale Di Lullo     |
|    | Italia (bandiera) | C     | Giuliano Falco        |
|    | Italia (bandiera) | D     | Fabio Ferrara         |
|    | Italia (bandiera) | D     | Danilo Fiorini        |
|    | Italia (bandiera) | C     | Lorenzo Gelfusa       |
|    | Italia (bandiera) | C     | Tommaso Graziani      |
|    | Italia (bandiera) | A     | Giancarlo Improta     |
|    | Italia (bandiera) | C     | Andrea Jukic          |
|    | Italia (bandiera) | D     | Emanuele La Rocca     |
|    | Italia (bandiera) | C     | Manuel La Rosa        |
|    | Italia (bandiera) | C     | Luigi Lucchese        |
|    | Italia (bandiera) | C     | Raffaele Maiorano     |

| N. |                     | Ruolo | Calciatore           |
| -- | ------------------- | ----- | -------------------- |
|    | Italia (bandiera)   | P     | Valentino Mariosi    |
|    | Italia (bandiera)   | A     | Francesco Martena    |
|    | Italia (bandiera)   | C     | Emanuele Martinelli  |
|    | Italia (bandiera)   | A     | Luca Migliorini      |
|    | Italia (bandiera)   | C     | Giuseppe Morleo      |
|    | Italia (bandiera)   | D     | Andrea Paloni        |
|    | Italia (bandiera)   | D     | Ciro Poziello        |
|    | Italia (bandiera)   | D     | Valerio Quandamatteo |
|    | Italia (bandiera)   | C     | Davide Raffaello     |
|    | Slovenia (bandiera) | A     | Ajdin Redzic         |
|    | Italia (bandiera)   | D     | Fabio Romeo          |
|    | Italia (bandiera)   | A     | Davide Rufo          |
|    | Italia (bandiera)   | A     | Nello Russo          |
|    | Italia (bandiera)   | A     | Emanuele Salvatori   |
|    | Francia (bandiera)  | A     | Reyza Soudant        |
|    | Italia (bandiera)   | C     | Marco Sperati        |
|    | Italia (bandiera)   | P     | Dylan D’angelo       |
|    | Italia (bandiera)   | D     | Simone Tortosa       |
|    | Italia (bandiera)   | A     | Massimo Ventura      |